# Capitophorus inulae
Capitophorus inulae är en insektsart. Capitophorus inulae ingår i släktet Capitophorus och familjen långrörsbladlöss. Inga underarter finns listade i Catalogue of Life.